# Parque Estadual Veredas do Peruaçu
O Parque Estadual Veredas do Peruaçu é uma unidade de conservação de proteção integral da esfera estadual mineira, criado em 1994. O parque se encontra dentro dos biomas Caatinga e Cerrado e dos municípios Bonito de Minas, Cônego Marinho e Januária no interior de Minas Gerais. O parque fica próximo à divisa entre Minas Gerais e a Bahia, sua área é sobreposta com a Área de Proteção Ambiental Cavernas do Peruaçu e a Área de Proteção Ambiental Rio Pandeiros, ele faz parte do mosaico de unidades de conservação Sertão Veredeas - Peruaçu, que além da Área de Proteção Ambiental Cavernas do Peruaçu inclui a Área de Proteção Ambiental Cochá e Gibão, Parque Nacional Grande Sertão Veredas, Parque Nacional Cavernas do Peruaçu, Parque Estadual Mata Seca, Parque Estadual Serra das Araras, Reserva de Desenvolvimento Sustentável Veredas do Acari e o Refúgio Estadual de Vida Silvestre Rio Pandeiros.

## Fauna
O parque apresenta registro de mais de 250 espécies de aves e inúmeros mamíferos e répteis, alguns dos animais presentes no parque são a maritaca, quem-quem, lobo-guará, jararaca e sucuri.